# Еренфридерсдорф
Еренфридерсдорф (њем. Ehrenfriedersdorf) град је у њемачкој савезној држави Саксонија. Једно је од 69 општинских средишта округа Ерцгебирге. Према процјени из 2010. у граду је живјело 5.108 становника. Посједује регионалну шифру (AGS) 14521160.

## Географски и демографски подаци
Еренфридерсдорф се налази у савезној држави Саксонија у округу Ерцгебирге. Град се налази на надморској висини од 530 метара. Површина општине износи 15,9 km². У самом граду је, према процјени из 2010. године, живјело 5.108 становника. Просјечна густина становништва износи 322 становника/km².